# La Estación, Pitiquito
La Estación är en ort i Mexiko.   Den ligger i kommunen Pitiquito och delstaten Sonora, i den nordvästra delen av landet, 1 800 km nordväst om huvudstaden Mexico City. La Estación ligger 332 meter över havet och antalet invånare är 201.
Terrängen runt La Estación är huvudsakligen platt, men söderut är den kuperad. Terrängen runt La Estación sluttar västerut.  Trakten runt La Estación är nära nog obefolkad, med mindre än två invånare per kvadratkilometer. Närmaste större samhälle är Heroica Caborca, 14,1 km väster om La Estación. Omgivningarna runt La Estación är i huvudsak ett öppet busklandskap.